# Der Rächer von Golden Hill
Der Rächer von Golden Hill (Originaltitel: Cuatro balazos) ist ein früher, noch deutlich amerikanischen Vorbildern nahestehender Western aus spanisch-italienischer Koproduktion. Agustín Navarro inszenierte ihn 1963; er hatte am 6. August 1965 seine Erstaufführung im deutschsprachigen Raum.

## Handlung
Katy Dalton wird wegen Mordes an dem Mann, mit dem sie die Gegend verlassen wollte, verurteilt. Sie unternimmt einen Fluchtversuch und gerät unter die Räder einer Kutsche, bis zu ihrem Tod Unschuld beteuernd. Ihr Bruder Frank, ein bekannter Pistolenschütze, kommt in die Stadt, um sie zu rächen. Mit seiner Ankunft beginnen eine Reihe mysteriöser Zwischenfälle, deren Todesopfer die Geschworenen des Verfahrens gegen Katy sind.

Der Sheriff des Ortes untersucht den Fall; er ist als einer von wenigen nicht von Franks Schuld überzeugt. Tatsächlich führen die Ermittlungen zu seinem besten Freund John, der in Katy verliebt war und sie durch die Morde rächen will. Der Sheriff versucht, den über den Geschehnissen verrückt gewordenen John zu inhaftieren, der jedoch fliehen kann und von Frank erschossen wird.

Im Tod erbittet er Vergebung.

## Kritik
„Durchschnittlicher Euro-Western mit eindrucksvollen Landschaftsaufnahmen.“, vermerkt das Lexikon des internationalen Films

## Bemerkungen
Der Originaltitel spielt auf das Lied „Sonaron cuatro balazos“ an, das auch von Ferrusquilla (José Angel Espinoza) interpretiert wird. Der Originaltitel wird manchmal auch so angegeben; in Italien lief der Film als ´Il vendicatore di Kansas City`.
Gedreht wurde in Hoyo de Manzanares und Barranco de la Hoz.